# Narvi
Na Mitologia nórdica, Narvi (também chamado de Narfi ou Nari) é referido em inúmeras fontes como sendo filho de Loki e irmão de Váli. Seria fruto do casamento de Loki com Sigyn, deusa da fidelidade. Segundo o Gylfaginning, parte da Edda em prosa, foi morto por seu irmão Váli, que foi transformado em um lobo. 
Há muitas controversas sobre a identidade de Narvi, pois no poema "Lokaksema" da Edda poetica, Narfi tornou-se um lobo e matou seu irmão Nari, dando a entender que, na verdade, Nari e Narfi eram dois irmãos, e não somente um ser como havia se pensado.